# Luis Álvarez (taekwondo)
Luis Álvarez (6 de mayo de 1997) es un deportista venezolano que compite en taekwondo. Ganó una medalla de bronce en el Campeonato Panamericano de Taekwondo de 2022, en la categoría de +87 kg.

## Palmarés internacional
| Campeonato Panamericano | Campeonato Panamericano      | Campeonato Panamericano | Campeonato Panamericano |
| Año                     | Lugar                        | Medalla                 | Categoría               |
| ----------------------- | ---------------------------- | ----------------------- | ----------------------- |
| 2022                    | Punta Cana (Rep. Dominicana) | Medalla de bronce       | +87 kg                  |